# Fachmann Gesundheit
Der Fachmann Gesundheit EFZ bzw. die Fachfrau Gesundheit EFZ ist eine berufliche Grundbildung in der Schweiz. Die Ausbildung dauert drei Jahre.
Fachleute für Gesundheit arbeiten oft in Teams und haben viel Kontakt mit Menschen. Der Beruf wird überwiegend von jungen Frauen ergriffen. Jedoch ist die Anzahl männlicher Absolventen in den letzten Jahren deutlich gestiegen, was auf eine Anpassung des Lehrganges zurückzuführen ist.

## Arbeitsort
Fachleute für Gesundheit arbeiten in Krankenhäusern, psychiatrischen Kliniken, Alters- und Pflegeheimen, Rehabilitationszentren und im Spitexbereich.
Je nach Arbeitsort gehören unregelmäßige Arbeitszeiten mit zum Beruf. Auch Abend-, Sonn- und Feiertagsdienst gehören dazu. Im Gegenzug ist aber auch eine Teilzeitanstellung möglich.

## Weiterbildungsmöglichkeiten
Neben Kursen und Lehrgängen bestehen mehrere Möglichkeiten zur beruflichen Weiterqualifizierung. Unten finden sich ein paar Beispiele.
- Berufsprüfung (BP)
  - Berater/in für Atembehinderungen und Tuberkulose
  - Medizinische/r Kodierer/in
- Höhere Fachprüfung (HFP)
- Höhere Fachschule
  - dipl. Pflegefachfrau/-mann HF
  - dipl. Dentalhygieniker/in HF
  - dipl. Fachmann/-frau für medizinisch-technische Radiologie HF
  - dipl. Rettungssanitäter/in HF
  - dipl. Sozialpädagoge/-pädagogin HF
  - dipl. Fachfrau/-mann Operationstechnik HF
- Fachhochschule
  - Bachelor FH in Pflege
  - Bachelor FH Hebamme
  - Bachelor FH in Physiotherapie
  - Bachelor FH in Ergotherapie
  - Bachelor FH in Ernährung und Diätetik
  - Bachelor FH in Sozialpädagogik

Beim höheren Fachschulstudium kann der Abschluss als Fachfrau/mann Gesundheit oft als einschlägig angerechnet werden, was zu einer Verkürzung der Studiendauer führt.

## Vorgängerberufe
Die Verordnung zum Fachmann Gesundheit trat am 1. Januar 2009 in Kraft.
Die Vorgängerberufe waren:
- Gelernte Fachangestellte Gesundheit / Fachangestellter Gesundheit SRK
- Hauspfleger

## Verwandte Berufe
- Fachmann/-frau Betreuung EFZ
- Medizinische/r Praxisassistent/in MPA